# Лісовий заповідник Чікангава

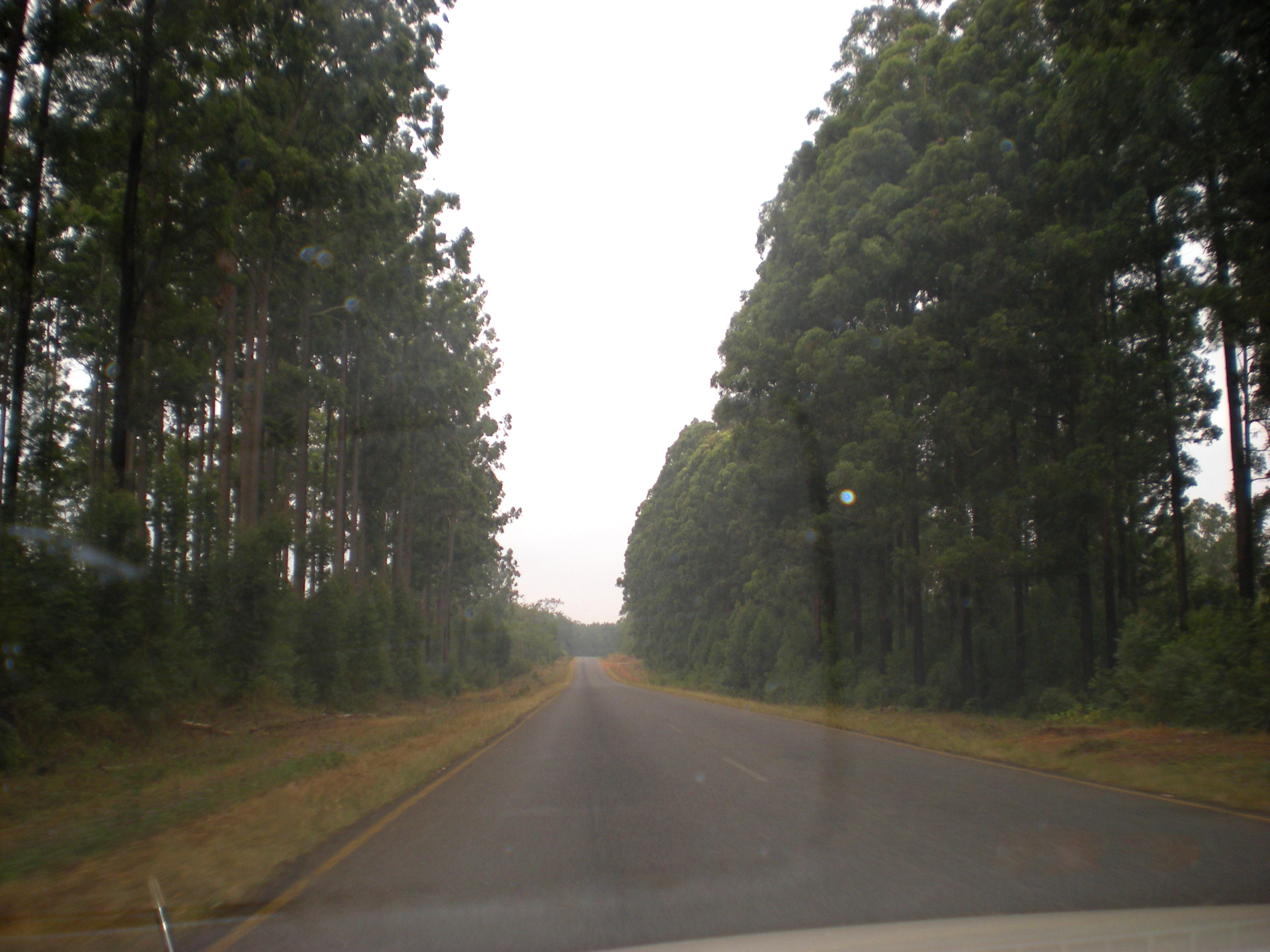
Дорога Чікангава від Мзузу

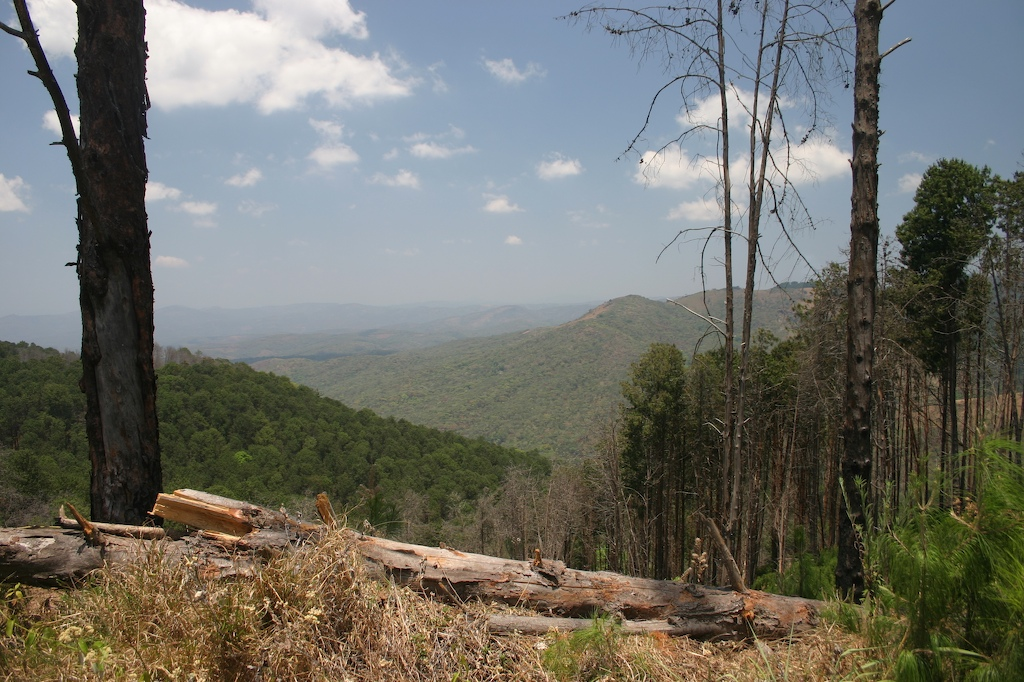
Північна сторона у Чікангаві

Лісовий заповідник Чікангава, також відомий як плантація Віфія, — це штучний ліс у лісовому заповіднику Південній  Віфії в Чікангава, Малаві.   Був заснований в 1948 році й охоплює площу 1147,8 квадратних кілометрів. Ліс складається з екзотичних соснових порід. Тут знаходиться плантація Віфія, яка була створена в 1964 році через невдалу спробу вирощувати деревину для будівництва. Лісовий заповідник є  осередком для кількох локальних вічнозелених гірських лісів. Заповідник був створений для порятунку природних лісів гір Віфія в Малаві.  Ліс забезпечує середовище існування для різних видів рослин і тварин, а також підтримує діяльність сталого управління лісами. 
Лісовий заповідник Чікангава був заснований у 1948 році як природоохоронна територія для збереження природних лісів у горах  Віфії в Малаві. Заповідник був створений для охорони місцевих лісів і водних джерел на його території. Протягом багатьох років це відіграло значну роль у підтримці  гармонії в екології регіону та забезпеченні деревиною та іншими лісовими продуктами.

## Географія
Заповідник займає площу приблизно 1150 квадратних кілометрів. 

## Досягнення
Лісовий заповідник Чікангава є успішним у збереженні та сталому управлінні лісами. Зберігається  високий рівень лісистості, забезпечуючи середовище існування для різних видів рослин і тварин. Заповідник також підтримує місцеві громади за допомогою діяльності сталого управління лісами. 

## Завдання
Ціль заповідника полягає в тому, щоб зберігати та керувати лісовими ресурсами на постійній основі, водночас забезпечуючи користь місцевим громадам та підтримуючи національний розвиток. Бачення заповідника полягає в підтримці здорової та продуктивної лісової екосистеми, яка допомагає оберігати різні біологічні види, утримувати стале управління лісами та розвиток громади. Метою лісового заповідника Чікангава є збереження балансу та сталого використання лісових ресурсів, забезпечення довгострокового здоров’я лісової екосистеми. 

## Управління
Управління заповідником здійснюється Департаментом лісового господарства, який відповідає за здійснення природоохоронних та господарських заходів.

## Діяльності
Заповідник підтримує різноманітні види діяльності, зокрема лісозаготівлю, екотуризм і дослідження на постійній основі. Тут також живуть різноманітні види рослин і тварин, у тому числі види, що перебувають під загрозою зникнення, такі як кедр Муландже та червона мавпа колобус. 